# Filomena Trindade
Pour les articles homonymes, voir Trindade.
Filomena José Trindade, alias Filó, née le 26 septembre 1971 à Benguela, en Angola, est une joueuse angolaise de handball. Filó était membre de l'équipe d'Angola féminine de handball. En club, elle a joué à l'Atlético Petróleos de Luanda, un club avec lequel elle a remporté plusieurs titres de Ligue des champions d'Afrique féminine de handball .

## Jeux olympiques d'été
Filó a participé pour l'Angola aux jeux olympiques d'été en 1996, 2000, 2004 et 2008 .
Filó est trois fois lauréate du prix de Meilleure joueuse du Championnat d'Afrique des nations féminin de handball.
Filomena Trindade est membre du parlement pour le parti au pouvoir, le Mouvement populaire de libération de l'Angola (MPLA).

## Palmarès

### En équipe nationale
Jeux olympiques
- 7e place aux Jeux olympiques 1996
- 9e place aux Jeux olympiques 2000
- 9e place aux Jeux olympiques 2004
- 12e place aux Jeux olympiques 2008

Championnats du monde
- 16e place au Championnat du monde 2005 en Russie

Championnats d'Afrique
- Médaille d'or au Championnat d'Afrique 2002
- Médaille d'or au Championnat d'Afrique 2004
- Médaille d'or au Championnat d'Afrique 2006
- Médaille d'or au Championnat d'Afrique 2008